# Queue-de-gaze du Sud
Stipiturus malachurus
Espèce
Statut de conservation UICN

 LC  : Préoccupation mineure
Le Queue-de-gaze du sud (Stipiturus malachurus) est une espèce de passereaux de la famille des Maluridae. Il est endémique en Australie.

## Description

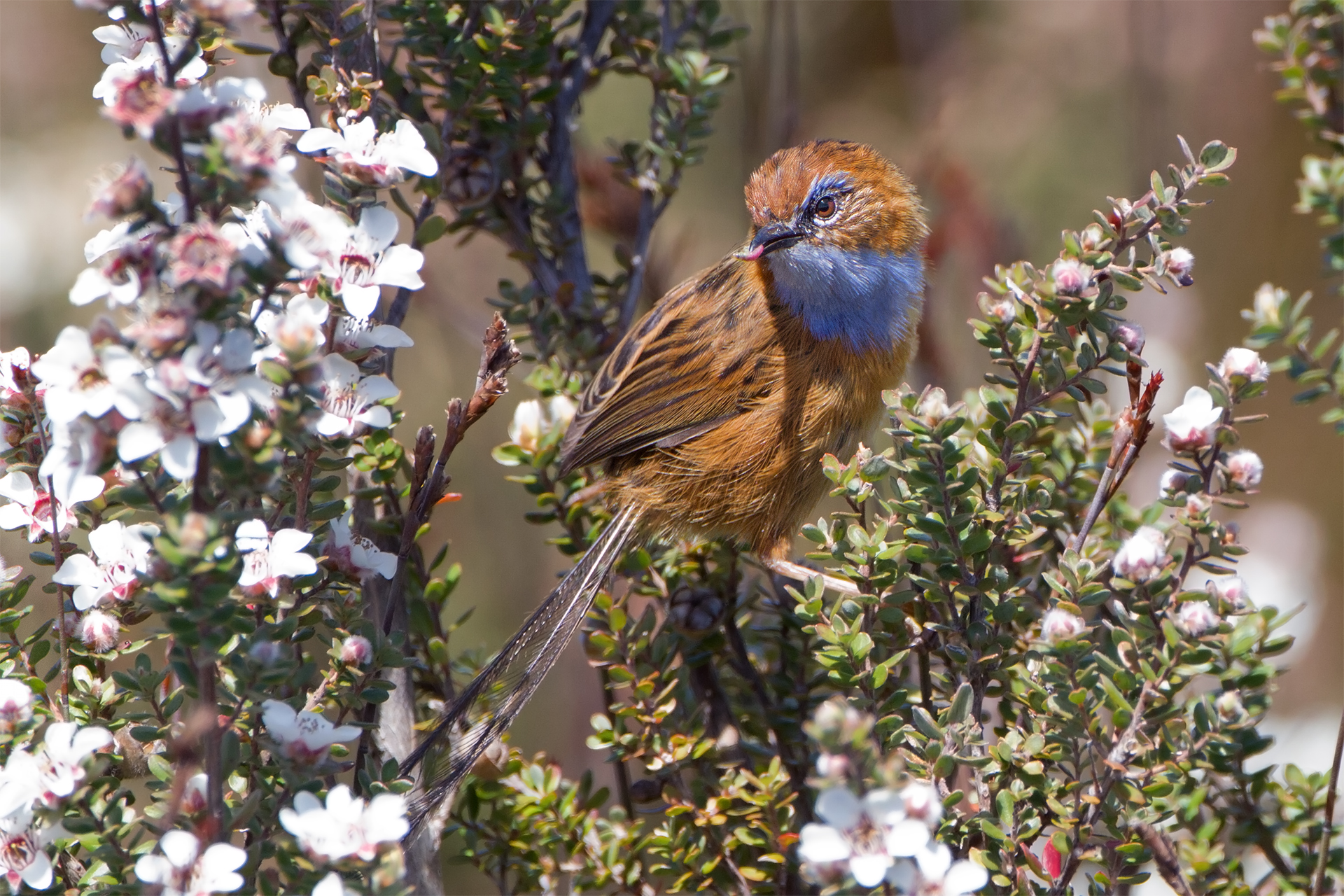
Stipiturus malachurus, mâle

C'est un petit oiseau de 20 cm de long et pesant 20 g. Le plumage est un mélange de plumes d'un marron plus ou moins foncé sauf au niveau du cou, de la poitrine et du pourtour des yeux qui est bleu clair. Il a une longue queue qu'il peut tenir en l'air et qui est composée de six plumes très fines.

## Distribution et habitat
Il habite les régions côtières du sud-ouest de l'Australie ainsi que celles allant depuis Port Lincoln en Australie-Méridionale jusqu'au sud du Queensland. On le trouve aussi en Tasmanie.
Il habite les régions boisées ou broussailleuses, humides ou sèches. Il vit surtout dans les buissons, les fougères, les plantes faisant moins d'un mètre de hauteur.

## Population et conservation
La sous-espèce Stipiturus malachurus halmaturinus, présente sur l'île Kangourou, a vu 80 % de son habitat détruit par les incendies de la fin de l'année 2019 en Australie. Elle a été déclarée en danger critique d'extinction.

## Alimentation
Il se nourrit d'insectes et d'araignées trouvés sur les arbres.

## Mode de vie
C'est un oiseau sédentaire très discret, très difficile à observer, descendant rarement au sol. Il vit en couple.

## Reproduction
La période de reproduction va d'août à janvier ; il se reproduit deux fois par an ; la femelle pond  trois (de deux à quatre) œufs qu'elle couve seule. Les deux parents nourrissent les petits.

## Sous-espèces
D'après la classification de référence (version 10.1, 2020) du Congrès ornithologique international, cette espèce est constituée des huit sous-espèces suivantes (ordre phylogénique) :
- Stipiturus malachurus malachurus (Shaw, 1798) ;
- Stipiturus malachurus littleri Mathews, 1912 ;
- Stipiturus malachurus polionotum Schodde et Mason, IJ, 1999 ;
- Stipiturus malachurus intermedius Ashby (en), 1920 ;
- Stipiturus malachurus halmaturinus Parsons, 1920 ;
- Stipiturus malachurus parimeda Schodde et Weatherly (en), 1981 ;
- Stipiturus malachurus westernensis Campbell, AJ, 1912 ;
- Stipiturus malachurus hartogi Carter, 1916.